# Reem Al Numery
Reem Al Numery (en árabe: ريم النميري‎) (1996) es una activista yemení por los derechos de los niños y en contra del matrimonio infantil. 

## Biografía
Al Numery nació en Yemen en 1996. Unos meses después de cumplir 10 años, se vio obligada a casarse con su primo de 30 años. Su madre se opuso al matrimonio, pero su padre lo consintió. Ella se negó y fue atada y amordazada por su padre para la ceremonia. Ella le describió al cónsul de los Estados Unidos como su esposo la violó para consumar el matrimonio.
Una semana después de su matrimonio, Al Numery decidió escaparse y pelear por su divorcio, aunque se encontró con muchas dificultades. Contó con la ayuda de la abogada Shada Nasser, especializada en matrimonios infantiles y que también representó a otra niña obligada a casarse, Nujood Ali.
La batalla legal por su divorcio duró dos años, que Al Numery consiguió gracias a su abogada Shada Nasser, especializada en matrimonios infantiles y que también representó a otra niña obligada a casarse, Nujood Ali, la presión de los medios internacionales y a un alto funcionario del gobierno.
Al Numery volvió a vivir con su madre y quería volver a la escuela.

## Reconocimientos
Conocida por su oposición al matrimonio infantil, la secretaria de Estado de los Estados Unidos, Hillary Clinton, la reconoció el 11 de marzo de 2009 con el Premio Internacional a las Mujeres de Coraje. En 2010 fue incluida por la revista Time entre las 100 personas más influyentes del mundo.